# Command & Conquer 3: Tiberium Wars
Command & Conquer 3: Tiberium Wars eller C&C3 er det tredje spil i Command & Conquer-serien, og den 14. udgivelse der bærer navnet Command & Conquer. Det udkom i marts, 2007, og udspiller sig i Tiberium-universet, hvor også det første Tiberian Dawn og Tiberian Sun udspillede sig, og er således tredje Tiberiumkrig, som verden oplever på under 100 år.

## Plot
I år 2047 er det, for GDI værst tænkelige sket. Brotherhood of Nod er vokset til en supermagt, og sidder på langt størstedelen af verdens territorium. Tiberiummen har spredt sig over hele kloden, og verden er opdelt i tre zoner, rød, gul og blå, hvoraf de røde er fuldstændig ubeboelige. Nod har i lang tid ikke været særlig aktive, men pludselig sender de en atombombe mod GDI's rumstation Philadelphia, der knuses og sprænges i småstykker. Herefter begynder den tredje TWW (Tiberium World War (Tiberium verdenskrig)), (TWW3), og Nod og GDI kæmper igen en ekstremt hård kamp om herredømmet over jorden.
Efter nogen tid sker der dog noget der vender fuldstændig op og ned på det hele. Alienracen Scrin begynder en total invasion af jorden, og de to ærkefjender GDI og Nod er nødt til at alliere sig, på samme måde som de allierede sig mod Cabal, i Firestormperioden, da de bekæmpede den ondsindede computer Cabal. Scrin er ikke ukendt på jorden, da man under også TWW2 (Tiberian Sun) fandt alienskibe.
Modsat menneske så heler Scrin i nærheden af Tiberium, og således er det nødvendigt at de knuses og sendes tilbage hvor de kom fra.
Historien i C&C3 er anderledes bygget op, end de to tidligere spil i serien. I de tidligere spil, har de to forskellige sider(Nod og GDI) haft helt forskellige historier, men i C&C3 følges de ad, da diverse hændelser bliv nævnt både i GDI – og Nodkampagnen.

## De forskellige sider
Igen, modsat andre Command & Conquer spil, er der tre, og ikke kun to spilbare sider, GDI, Nod og Scrin. Hvad der så til gengæld er kendt fra Command & Conquer spillene er, at alle tre sider har hver deres fordele og mindre gode sider, som kommandøren så skal lære og kende, og derefter udnytte fuldt ud.

### GDI
GDI, eller UNGDI (United Nations Global Defence Initiative), er en militær underorganisation af FN, der arbejder for at fremskynde udryddelsen af Tiberium, og samtidig bekæmpe Nod. Selvom de på ydersiden virker som "de gode", skal man bare kradse lidt i overfladen, og hurtigt ser man at ikke alt ved GDI er lige 'godt'. For det første beskytter de hvad der bliver kaldt de "blå zoner", og dermed beskytter de også de sidste Tiberiumfri zoner i verden, hvor næsten også alle penge i verden befinder sig. Men siden at de blå zoner kun fylder 20 % af jordens overflade, bliver GDI samtidig kaldt "de riges beskyttere", af dem der støtter Nod, navnlig beboere i de gule zoner.
GDI's måde at føre krig på er meget bombastisk. De har spillets heftigste enheder, og generelt bruger de ikke "under bordet" taktikker rigtigt, da de mere bare går ind for at køre fjenden over på den mest brutale måde. GDI's supervåben er den kendte "Ion Cannon", en rumbaseret strålekanon der er ligeså kraftig som en atombombe.

### Nod
Nod, eller Brotherhood of Nod (Broderskabet af Nod), er en militær terroristorganisation, der har eksisteret i flere århundreder, men først er blevet en vigtig magtfaktor de senere år. Den er en supermagt i 2047, og kontrollerer alle gule zoner på hele kloden, hvilket vil sige omkring 50-60 %. De bliver kendt som "de onde", og det er også blevet mere og mere rigtigt siden TWW1, da de går ind for spredningen af Tiberiummen, hvilket er dræbende for mennesker. De har lidt to store nederlag i begge tidligere verdenskrig, men denne gang står de stærkere end nogensinde. Nod bliver ledet af den karismatiske mand Kane, som man ikke helt præcist kan beskrive hvem eller hvad er. Han har overlevet et væld af mordforsøg, blandt andet et direkte skud fra en Ion Cannon og en jernstang gennem maven, og nogle Nod-følgere tror han er Gud, og er en direkte "mutation" af Kain, der dræbte sin broder Abel som det står beskrevet i bibelen.
Nods måde at føre krig på er helt anderledes fra GDI. De bruger ikke nær så heftige enheder, men betror sig mere til skjulte enheder og spioner. Nods supervåben er en atombombe, der er ligeså kraftig som GDI's Ion Cannon.

### Scrin
Scrin er en forholdsvis ny race i Command & Conquer-serien. Der var spor af den i Tiberian Sun, men den er først blevet spilbar i C&C3 . De er rumvæsener, og invaderer jorden i et forsøg på at få fat i den Tiberium som har spredt sig. Nogle spekulerer endog i, om det er Scrin, der har spredt den tilbage i 1995. De bliver for alvor kendt som "de onde", da både Nod og GDI er imod dem, og begge allierer sig mod dem.
Scrin ligner i måden at føre krig på ingen anden. Selv om det er rumvæsener har de dog stadig nogle ting, der blandt andet kan ligne tanks og ingienører, men de masseproducerer mere end nogen anden. Deres supervåben er "Rift Generatoren", der skaber et sort hul og suger alt ud i universets uendelighed.